# جزر أنتيل ويندوارد
جزر أنتيل ويندوارد هي الجزر الجنوبية الأكبر في جزر الأنتيل الصغرى داخل منطقة الهند الغربية. وهي تقع جنوب جزر ليوارد، بين خطي عرض 12 درجة و16 درجة شمالاً وخطي طول 60° و62° W في تعريف واحد.